# 岩津町 (岡崎市)
岩津町（いわづちょう）は、愛知県岡崎市岩津地区の町名。現行行政地名は岩津町1丁目及び岩津町2丁目と10の小字。

## 地理
岡崎市の北部に位置する。かつては町内に名鉄挙母線が通っていた。

### 河川
- 矢作川
- 青木川

### 小字
- 字市場（いちば）
- 字於御所（おごそ）
- 字川畔（かわぐろ）
- 字生平（きひら）
- 字車塚（くるまづか）
- 字申堂（さるどう）
- 字新城（しんしろ）
- 字檀ノ上（だんのうえ）
- 字西坂（にしざか）
- 字東山（ひがしやま）

## 世帯数と人口
2019年（令和元年）5月1日現在の世帯数と人口は以下の通りである。
| 町丁   | 世帯数    | 人口    |
| ------ | --------- | ------- |
| 岩津町 | 1,463世帯 | 3,590人 |

### 人口の変遷
国勢調査による人口の推移
| 1995年（平成7年）  | 2,747人 | [ 5 ] |  |
| 2000年（平成12年） | 3,074人 | [ 6 ] |  |
| 2005年（平成17年） | 3,162人 | [ 7 ] |  |
| 2010年（平成22年） | 3,514人 | [ 8 ] |  |
| 2015年（平成27年） | 3,696人 | [ 9 ] |  |

## 学区
市立小・中学校に通う場合、学区は以下の通りとなる。
| 番・番地等 | 小学校             | 中学校             | 高等学校 |
| ---------- | ------------------ | ------------------ | -------- |
| 全域       | 岡崎市立岩津小学校 | 岡崎市立岩津中学校 | 三河学区 |

## 歴史
額田郡岩津村を前身とする。岩津の地名は室町時代から確認でき、かつては「巖津」、「岩戸」などの表記も見られた。
中世、松平氏2代の松平泰親がこの地を本拠地として岩津城を築いた。これにより岩津松平家が成立したが、のちに絶え、松平信孝により押領された。
江戸時代には岡崎藩領、信光明寺領、妙心寺領及び西林院領であった。

### 沿革
- 1889年（明治22年）10月1日 - 町村制施行。岩津村が八ツ木村・西阿知和村・東阿知和村・真福寺村・西蔵前村・東蔵前村・丹坂村・恵田村・駒立村と合併し、岩津村大字岩津となる[12]。
- 1928年（昭和3年）5月1日 - 町制施行に伴い、岩津町大字岩津となる[12]。
- 1955年（昭和30年）2月1日 - 岡崎市へ編入し、同市岩津町となる[13]。
- 1989年（平成元年）8月19日 - 東蔵前町・西蔵前町の各一部を編入し、1〜2丁目を設置。一部を東蔵前町へ編入[13][14]。

### 史跡
- 岩津古墳群（第1号墳 - 第6号墳）
- 森東古墳
- 東山第1号墳
- 東山第2号墳
- 東山第3号墳
- 天神山第1号墳
- 天神山第2号墳
- 天神山第3号墳
- 天神山第4号墳
- 天神山第5号墳
- 天神山第6号墳
- 天神山第7号墳
- 天神山第8号墳
- 車塚第1号墳
- 車塚第2号墳
- 車塚第3号墳
- 鐘鋳畑古墳
- 於御所遺跡
- 生平遺跡
- 車塚遺跡
- 若一王子神社遺跡
- 岩津城跡
- 岩津大膳城跡
- 岩津新城跡

## 施設
- 岡崎警察署岩津交番
- 岩津町公民館
- 岩津学区市民ホーム
- 岡崎市岩津児童育成センター
- 岡崎市岩津市民センター
- 岡崎市北部地域福祉センター
- 岩津運動広場
- 天神橋運動広場
- しろきた公園
- 第2号天神山緑地
- 岡崎信用金庫岩津支店
- 岡崎市営岩津住宅1-4号棟
- 岡崎市営天神山住宅1-4号棟
- 岩津天満宮
- 若一神社
- 信光明寺
- 圓福寺
- 西林寺
- ドミー岩津店
- スギ薬局岩津店
- セブン-イレブン岡崎岩津町店
- ファミリーマート岩津天神口店
- 丸亀製麺岡崎北店
- すき家248岡崎岩津店
- スシロー岡崎岩津店
- マクドナルド248岡崎岩津店
- 江戸屋（1929年創業）[15]

### 教育
- 岡崎市立岩津小学校
- 岡崎市立岩津保育園

## 交通

### 道路
- 東名高速道路
  - 岩津バスストップ
- 国道248号
- 愛知県道39号岡崎足助線
  - 足助街道
- 愛知県道239号岡崎豊明線
  - 天神橋
- 都市計画道路岩津町線[16]
- 都市計画道路岡崎駅平戸橋線[16]

### バス
- 名鉄バス
  - 岡崎市内線
  - 川向線
  - 岡崎・足助線
- 東名ハイウェイバス
- 知多バス
  - 岡崎・中部空港線

## ギャラリー
- 岡崎市立岩津小学校
- 岡崎市岩津市民センター
- 岡崎市北部地域福祉センター
- 岩津学区市民ホーム
- 信光明寺
- 岩津天満宮
- 岩津第一号墳
- 酒井広親石宝塔
- 江戸屋（1929年創業）
- 江戸屋
- 天神橋付近の矢作川河川敷

## その他

### 日本郵便
- 郵便番号 : 444-2144[3]（集配局：岩津郵便局[17]）。

## 参考資料
- 「角川日本地名大辞典」編纂委員会 編『角川日本地名大辞典 23 愛知県』角川書店、1989年。
- 平凡社 編『日本歴史地名大系 23 愛知県の地名』1981年。
- 新編岡崎市史編さん委員会 編『新編岡崎市史 総集編 20』1993年。